# Marcelo Odebrecht

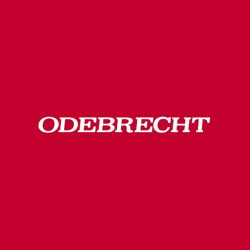
Marcelo Odebrecht dirigió la Organización Odebrecht creada por su abuelo.

Marcelo Bahia Odebrecht (nació el 18 de octubre de 1968 en Salvador, Bahía) es un empresario criminal, hijo de una reconocida familia de empresarios brasileños. Fue CEO de la Organización Odebrecht, un grupo brasileño con diversos negocios en los campos de la ingeniería y la construcción y una de las constructoras más grandes de América Latina. El 19 de junio de 2015, fue imputado, junto con otros empresarios brasileños, en la investigación conocida como Operación Lava Jato en el marco de los actos de corrupción de la petrolera estatal Petrobras.

## Biografía
Nacido en octubre 1968, es el hijo de Emilio Odebrecht y Regina Bahia, y nieto de Norberto Odebrecht, el fundador de la Organización Odebrecht. Es descendiente de una familia de inmigrantes alemanes que llegó a Brasil en la década de 1850.
Odebrecht se graduó como ingeniero civil en la Universidad Federal da Bahia (UFBA). Casado con Isabela, tiene tres hijas: Rafa, Gabi y Mari.

## Carrera
Se unió a Odebrecht en el año 1992, y fue nombrado CEO en 2005 hasta el 2015 que presentó su renuncia.
Es vicepresidente de la Asociación Brasilera de Infra-Estructura e Industria Primaria (ABDIB) desde el 2005, y de COINFRA, FIESP desde el 2004. Es presidente de Odebrecht Petróleo y Gas, Odebrecht Realizaciones Inmobiliarias, Foz Brasil y Eth Bioenergia S.A.  es presidente de Braskem S.A. También es director de la Cámara de Comercio Exterior CONEX desde el 2005, un miembro del Comité Estratégico Superior de la Federación de las Industrias del Estado de San Pablo (FIESP) y director del Instituto de Estudio de Desarrollo de Industria, IEDI.
El 19 de junio de 2015,  fue imputado en la investigación conocida como Operação Lava Jato (Operación Lavado Automovilístico), en el marco de sospechas de corrupción de la petrolera estatal Petrobras. Junto con Otávio Azevedo, CEO de Andrade Gutierrez, segunda empresa de construcción más grande de Brasil, otros diez ejecutivos, también de Odebrecht. El 8 de marzo de 2016,  fue sentenciado a 19 años en prisión, después de ser acusado de pagar más de $30 millones en sobornos.